# Xantolis assamica
Xantolis assamica là một loài thực vật có hoa trong họ Hồng xiêm. Loài này được Charles Baron Clarke miêu tả khoa học đầu tiên năm 1882 dưới danh pháp Sideroxylon assamicum. Năm 1957 Pieter van Royen chuyển nó sang chi Xantolis.
Loài này có tại Assam và Bangladesh.